# Trophiesystem
Das Trophiesystem ist ein Klassifizierungs- und Bewertungssystem, welches den Zustand von stehenden Gewässern hinsichtlich der Nährstoffe charakterisiert. Die Klassifizierung des Trophiesystems basiert auf dem Gehalt an Nährstoff-Elementen (P, N, C, S), wobei sich (mit Ausnahme von absichtlich gedüngten Gewässern wie Karpfenteichen) der Phosphorgehalt als der entscheidende und begrenzende Faktor (Minimumfaktor) herausgestellt hat. Es spielt dabei keine definitorische Rolle, dass diese Elemente meist in organischem Material gebunden vorliegen. Der ideale Ernährungszustand der Wasserpflanzen wird als Eutrophie (von griech. εύτροφος, „gut nährend“) bezeichnet.
Die Einteilung stammt von Einar Naumann.

## Grundlagen
In der Limnologie werden die Gewässer anhand der Jahresdurchschnittswerte an Chlorophyll- und Gesamtphosphorgehalt in vier Trophiestufen eingeteilt. Daneben werden sekundär auch Sauerstoffsättigung, Wasserfärbung, Sichttiefe und andere Parameter zur Beurteilung genutzt, die sich als Folgen der durch die Nährelemente verursachten Intensität organischer Produktion ergeben: z. B. bio- und chemischer Sauerstoffbedarf (BSB und CSB) oder die Bakterienzahl.
Generell gilt, je weniger Sauerstoff zur Verfügung steht, desto mehr Pflanzennährstoffe enthält das Gewässer. Bei Überdüngung (hypertroph, s. a. Eutrophierung) bildet sich nach dem Sommer eine extrem sauerstoffarme Bodenschicht aus.
Das Trophiesystem der stehenden Gewässer ist nicht mit dem für Fließgewässer entwickelten Saprobiensystem zu verwechseln, welches ebenfalls vier Stufen, die Gewässergüteklassen, definiert. Diese beruhen auf der Belastung mit organischem, biologisch abbaubarem Material. In den letzten Jahrzehnten hat durch die Fortschritte der Klärtechnik auch in den Fließgewässern das Problem einer Belastung mit anorganischen Nährstoffen im Vergleich zur saprobischen Belastung mit organischem Material zugenommen. Deshalb wird versucht, ein Trophiesystem auch für Fließgewässer zu entwickeln. Ferner wurde, als das Trophieproblem erkannt war, die Klärtechnik um Methoden der Phosphorrückhaltung ergänzt.

## Charakterisierungen

### Oligotrophie
Oligotroph („nährstoffarm“) sind Gewässer der Trophiestufe I mit wenig Nährstoffen und daher geringer organischer Produktion. Die geringe Phosphatzufuhr begrenzt das Pflanzen- und Algenwachstum. Das Plankton ist zwar artenreich, aber individuenarm. Das Gewässer ernährt nur eine geringe Masse an Fischen. Oligotrophe Gewässer haben oft grobkörnige Uferstrukturen mit geringem Pflanzenbewuchs. Ihr Wasser ist sehr klar. Es erscheint blau bis dunkelgrün. Die Sichttiefe ist in der Regel größer als 6 m, mindestens aber 3 m. Die Sauerstoffsättigung am Ende der Sommerstagnation liegt bei mehr als 70 %. Im sauerstoffreichen Tiefenwasser enthaltene dreiwertige Eisenionen fällen freigesetztes Phosphat und entziehen es so dem Stoffkreislauf (Phosphatfalle). Beispiele: Königssee, Traunsee.

### Mesotrophie
Mesotroph werden Gewässer der Trophiestufe II genannt, die sich in einem Übergangsstadium von der Oligotrophie zur Eutrophie befinden. Der Nährstoffgehalt ist höher und Licht kann noch in tiefere Wasserschichten eindringen. Mit zunehmender Dichte des Phytoplanktons ändert sich die Eindringtiefe des Lichtes. Die Sichttiefe beträgt noch mehr als zwei Meter und die Sauerstoffsättigung am Ende der Sommerstagnation zwischen 30 und 70 %. Die Phosphatfalle bleibt wirksam. Beispiel: Staffelsee.

### Eutrophie
Eutroph sind Gewässer der Trophiestufe III mit hohem Phosphatgehalt und daher hoher Produktion von Biomasse. Das Hypolimnion (kalte Bodenschicht) eutropher Gewässer wird im Sommer sehr sauerstoffarm, das Epilimnion dagegen ist durch Photosynthese mit Sauerstoff übersättigt. Das Plankton ist sehr arten- und individuenreich. Der Grund des Gewässers ist mit einer anaeroben Faulschlammschicht (Mudde, Sapropel) bedeckt, die massenhaft mit Schlammröhrenwürmern und Zuckmückenlarven besiedelt ist. Aus dieser Schicht diffundiert während der Wasserzirkulation im Frühjahr und Herbst Eisen(II)-phosphat aus und trägt zu einer schnellen Rückdüngung des Gewässers bei. Nach der Frühjahrs-Vollzirkulation tritt häufig eine Algenblüte auf. Das Wasser ist trüb und meist durch unterschiedliche Algen grünlich bis gelbbraun gefärbt. Die Sichttiefe liegt in der Regel unter zwei Metern und die Sauerstoffsättigung am Ende der Sommerstagnation unter 30 %. Beispiel: Neusiedler See.

### Hypertrophie(auchPolytrophie)
Hypertroph (auch polytroph) nennt man Gewässer der Trophiestufe IV, bei denen der Nährstoffgehalt und damit die Biomassenproduktion so hoch ist, dass bis zum Ende der Sommerstagnation der Sauerstoff in den bodennahen Schichten (Hypolimnion) weitgehend aufgebraucht wird. Nur die obersten Wasserschichten des Epilimnions weisen für spezialisierte Organismen noch tolerierbare Wachstumsbedingungen auf. Nachts und morgens kommt es häufig zu Fischsterben. Die Sichttiefe liegt unter einem Meter. Umgangssprachlich werden solche Gewässer als „umgekippt“ bezeichnet.
Hypertroph können aber auch künstlich gedüngte Kleingewässer sein, wie Karpfenteiche. Sie werden absichtlich sehr flach angelegt, um die Ausbildung einer an Sauerstoff verarmten Bodenschicht zu verhindern und die Fischproduktion erhöhen zu können.

## Parametertabelle der vier Trophiestufen
| Parameter                                          | oligotroph                   | mesotroph           | eutroph                      | hypertroph       |
| -------------------------------------------------- | ---------------------------- | ------------------- | ---------------------------- | ---------------- |
| Sichttiefe (in Meter)                              | 5–10, höchstens 15–20        | 1–2, höchstens 5–10 | weniger als 1, höchstens 2–3 | weniger als 1    |
| Tiefengrenze der submersen Vegetation              | 12–30 m                      | 5–10 m              | weniger als 2 m              | weniger als 1 m  |
| Phosphatgehalt (mg/m³)                             | 4–10 (0–4 = ultraoligotroph) | 10–35               | 35–100                       | mehr als 100     |
| Nitrat- und Ammonium-Gehalt im Herbst (mg N pro l) | höchstens 1                  | höchstens 1         | mehr als 2                   | mehr als 2       |
| Chlorophyllgehalt im Jahresmittel (mg/m³)          | weniger als 3,5              | weniger als 7,0     | weniger als 11               | mehr als 11      |
| O2-Gehalt (in mg/l)                                | mehr als 8                   | 6–8                 | 2–4                          |                  |
| BSB2 (in mg/l)                                     | 0,5                          | 1,1–2,2             | 4–7                          |                  |
| BSB5 (in mg/l)                                     | höchstens 3                  | 3–5,5               | 5,5–14                       | mehr als 14      |
| CSB (in mg/l)                                      | 1–2                          | 8–9                 | 20–65                        |                  |
| Bakterienzahl (Anzahl pro ml)                      | weniger als 100              | ungefähr 10.000     | bis 100.000                  | mehr als 100.000 |

BSBx: Biologischer Sauerstoffbedarf in x Tagen

CSB: chemischer Sauerstoffbedarf (Bestimmung mit Kaliumdichromat K2Cr2O7)